# كريستين برافو
كريستين برافو (بالفرنسية: Christine Bravo)‏ هي ناشرة وصحفية وكاتِبة وكاتبة العمود ومذيعة فرنسية، ولدت في 13 مايو 1956 في باريس في فرنسا.

## وصلات خارجية
- كريستين برافو على موقع IMDb (الإنجليزية)
- كريستين برافو على موقع قاعدة بيانات الفيلم (الإنجليزية)